# Amphioncus platydiscus
Amphioncus platydiscus är en ormstjärneart som beskrevs av Hubert Lyman Clark 1939. Amphioncus platydiscus ingår i släktet Amphioncus och familjen trådormstjärnor. Inga underarter finns listade i Catalogue of Life.